# Redo
Redo (настоящее имя — Никита Юрьевич Павлюченко; род. 30 апреля 1993, Воскресенск) — российский рэп-грайм и баттл-исполнитель. Полуфиналист «Versus: Fresh Blood» (1 сезон).

## Биография
Никита родился 30 апреля 1993 года в российском городе Воскресенск Московской области.
До музыкальной деятельности интересовался Англией, слушал зарубежную музыку, был хорошо знаком с жанром драм-н-бейс и поджанром нейрофанк, и это все смешалось с техничным рэпом, что впервые вызвало интерес к грайму. После того, как знакомые рассказали об этом жанре, да ещё и наткнувшись на документальный фильм под названием Ghetts на данную тематику, Никита решил уйти окончательно в музыку.
Первое выступление в рэп-баттле было на площадке ShotgunBattle в 2012 году, Рэдо тогда выходил под прежним псевдонимом «Seven». Позже стал участником таких баттл-площадок, как Versus BPM и Versus Battle, где исполнитель хорошо засветился и запомнился зрителям своей манерой исполнения (флоу) и песенными текстами. По мимо баттлов Никита Рэдо выпустил множество альбомов, треков и клипов.
В настоящее время проживает в Москве. О личной жизни информации нет, так как рэпер предпочитает о ней не рассказывать.

## Рэп-баттлы
2017
- Redo vs Mufasah (BPM)

2015
- Redo vs Obladaet (Grime Clash, Победа)
- Redo vs Alphavite (Поражение, 2:3)
- Redo vs Woodbacker (Победа)
- Redo vs KD The Stranger (Победа)

2014
- Redo vs Тот Самый Коля (Победа)
- Redo vs Lodoss (Поражение)
- Redo vs Эмио Афишл (Победа)
- Redo vs Хип-Хоп Одинокой Старухи